# 세인트빈센트섬

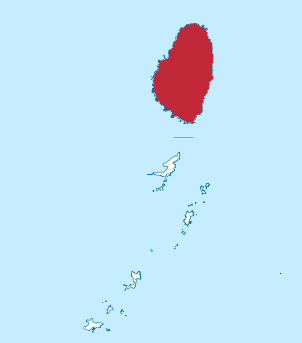
세인트빈센트

세인트빈센트섬(Saint Vincent)은 카리브해 소앤틸리스 제도에 있는 섬이다. 세인트빈센트 그레나딘의 가장 큰 섬이다. 이 섬에 수도 킹스타운이 있다.
세인트빈센트섬은 카리브해의 화산섬으로, 세인트 루시아와 그레나다 사이의 카리브해에 위치하고 있다. 부분적으로 물에 잠긴 화산으로 구성되어 있다. 가장 큰 화산이자 이 국가의 최고봉인 라수프리에르(La Soufrière)가 활발하게 활동하고 있으며, 가장 최근의 화산 활동은 2020년 12월에 시작되어 2021년 4월에 더욱 심화되었다.
18세기에 가리푸나라고도 불리는 블랙 카리브족의 원주민과 영국 사이에 주요 영토 전쟁이 있었고, 1763년에 섬이 영국에 양도되었고, 1783년에 다시 한 번 양도되었다. 세인트빈센트 그레나딘은 독립을 얻었다. 1979년 10월 27일 영국에서 탈퇴했으며 그 후 영국 영연방의 일부가 되었다. 현재 이 섬에는 약 130,000명의 사람들이 살고 있으며, 인구는 1900년대 초반, 1940년대와 1980년대 사이에 영국으로 상당한 이주를 보였다. 또한 캐나다와 다른 더 큰 이웃 영-캐리비안 섬으로의 이주가 많이 이루어졌다. 주요 섬은 수도인 킹스타운(Kingstown)으로 구성되어 있으며, 섬의 나머지 부분은 5개의 주요 해안 스트립 타운(Layou, Barrouallie, Chateaubelair, Georgetown, Calliaqua)으로 나뉜다.

## 같이 보기
- 그레나딘 제도